# Herman Stotijn
Herman Stotijn (Den Haag, 2 maart 1896 – aldaar, 28 september 1953) was een Nederlands contrabassist.
Hij was zoon van broodbakker Johannes Louis Stotijn en Helena Kooper. Zijn oudere broers Constantijn Stotijn en Jaap Stotijn waren eveneens musici. Hijzelf was sinds 1922 getrouwd met Sijtje den Bruigom. Hij werd begraven op Oud Eik en Duinen.
Herman kreeg zijn eerste muzieklessen van Jaap Stotijn, die zelf de eerste lessen had gekregen van Constantijn. Herman pakte als stalknecht daarna een studie cello op, maar op advies van weer Jaap stapte hij over naar de contrabas. Hij werd in mei 1922 contrabassist van het Residentie Orkest (waar ook Constantijn en Jaap speelden) en was de laatste twaalf jaar solobassist. Jaap Stotijn zou op muzikaal gebied beide broers overvleugelen.
Herman Stotijn maakte ook deel uit van het Haags Kamermuziekensemble en het Museumkamerorkest van Dirk Jacobus Balfoort en Willem Noske
Bij de opening van het concertseizoen 1953-1954 speelde het Residentie Orkest onder leiding van Willem van Otterloo de Maurerische Trauermars van Wolfgang Amadeus Mozart.